# The Battle Hymn of the Republic (film)
The Battle Hymn of the Republic è un cortometraggio muto del 1911 diretto da J. Stuart Blackton e Laurence Trimble. Il film prende spunto da The Battle Hymn of the Republic, una popolare canzone patriottica americana scritta come inno dalla scrittrice Julia Ward Howe che aveva utilizzato come musica quella della canzone John Brown's Body.

## Produzione
Il film fu prodotto dalla Vitagraph Company of America.

## Distribuzione
Distribuito dalla General Film Company, il film - un cortometraggio in una bobina - uscì nelle sale cinematografiche USA il 30 giugno 1911.